# Pasar Binanga
Pasar Binanga is een bestuurslaag in het regentschap Padang Lawas van de provincie Noord-Sumatra, Indonesië. Pasar Binanga telt 2684 inwoners (volkstelling 2010).